# Laccoptera nunbergi
Laccoptera nunbergi es una especie de insecto coleóptero de la familia Chrysomelidae.
Fue descrita científicamente en 1994 por Borowiec.